# Johannes Rebmann (missionär)
Johannes Rebmann, född 16 januari 1820 i Gerlingen i Württemberg, död 4 oktober 1876 i Korntal, var en tysk missionär i Afrika.
Rebmann genomgick missionsskolorna i Basel och Islington samt begav sig 1846 på uppdrag av det engelska kyrkomissionssällskapet till Johann Ludwig Krapfs understöd i Östafrika, där trakten kring Mombasa bland vanikafolket under nära 30 år var fältet för hans missionsverksamhet. Han åtföljde Krapf på de flesta av dennes resor i Östafrika, varunder de upptäckte Kilimanjaro. Blind återvände Rebmann till Europa.